# China Miéville
China Tom Miéville (n. 6 septembrie 1972, Norwich, Anglia, Regatul Unit) este un premiat scriitor englez de ficțiune fantasy. El este pasionat de munca sa pe care o descrie ca weird fiction (ficțiune ciudată) și aparține unui grup de scriitori uneori numiți New Weird, care conștient încercă să îndepărteze literatura fantasy de clișeele comerciale. El este, de asemenea, activ în politica de stânga în calitate de membru al Partidului Socialist Muncitoresc Britanic.

## Educația
Miéville s-a născut în Norwich și a crescut în Willesden, în partea de nord-vest a Londrei, împreună cu sora lui și mama, profesoară; părinții s-au despărțit curând după nașterea lui, și China declară că nu și-a cunoscut "niciodată cu adevărat" tatăl. A urmat cursurile școlii Oakham timp de doi ani. La vârsta de 18 ani, în 1990, s-a mutat în Egipt unde a predat limba engleză timp de un an și unde a devenit interesat de cultura arabă și politica Orientului Mijlociu. Miéville și-a luat diploma în antropologie socială la universitatea Cambridge în 1994, iar masteratul și doctoratul în relații internaționale de la London School of Economics în 2001. Lucrarea sa de doctorat, publicată sub titlul Între drepturi egale: o teorie marxistă a dreptului internațional, a fost publicată în Marea Britanie în 2005 la edituda Brill, în seria "Materialism Istoric", iar în Statele Unite în 2006 la editura Haymarket Books.

## Influențe literare
Miéville a declarat că speră să scrie câte o carte din fiecare gen literar, și pentru aceasta și-a 'construit o operă' tributară unei game largi de stiluri, de la westernul clasic (în Consiliul de Fier) la sea-quest (în Cicatricea) și la romanul polițist noir (în The City & the City). Cu toate acestea, lucrările lui Miéville descriu, toate, lumi sau scenarii fantastice sau supranaturale și de aceea opera lui este catalogată drept fantasy. Miéville îi consideră pe M. John Harrison, Michael de Larrabeiti, Michael Moorcock, Thomas Disch, Charles Williams, Tim Powers și J.G. Ballard drept "eroi" literari; a fost deseori considerat ca fiind influențat de H. P. Lovecraft, Mervyn Peake și Gene Wolfe. Miéville a fost pasionat în tinerețe de jocurile tip Dungeons & Dragons, de aceea are un interes deosebit pentru personaje interesate "doar de bani și experiență" în Stația Pierzaniei, ca și o tendință generală de a sistematiza magia și tehnologia. În numărul din februarie 2007 al revistei Dragon Magazine, lumea descrisă în cărțile lui a fost interpretată după regulile Dungeons & Dragons.
Miéville a încercat în mod declarat să îndepărteze fantasy-ul de sub influența lui J. R. R. Tolkien, (l-a descris odată pe Tolkien drept "coșul de pe fundul literaturii fantasy "). Acest proiect se datorează poate trilogiei Borrible a lui Michael de Larrabeiti, pe care Miéville o consideră ca având una dintre cele mai mari influențe asupra lui și pentru care Miéville a scris o introducere în ediția din 2002. Introducerea lui nu a mai fost publicată, dar este disponibilă pe site-ul lui Larrabeiti. Poziția lui Miéville a fost influențată și de Moorcock, al cărui eseu "Epic Pooh" l-a citat ca fiind sursa de energie în critica sa asupra fantasy-ului de tip Tolkien.
Vederile de stânga ale lui Miéville sunt evidente (mai ales în Consiliul de Fier, al treilea roman din ciclul Bas-Lag), ca și ideile lui asupra teoriei literare; câteva conferințe ținute la convenții, având ca subiect relația dintre politică și literatură l-au pun în conflict cu adepții politicii de dreapta și s-au soldat cu spirite încinse. A declarat, totuși:
„Nu sunt un tip de stânga ce încearcă să-și strecoare mesajul diabolic în romane fantasy. Sunt un pasionat al SF-ului și fantasy-ului. Iar când scriu, nu o fac să-mi expun părerile politice. Scriu pentru că sunt pasionat de monștri și de povești ciudate și înfricoșătoare, de situații stranii și suprarealiste, și nu vreau decât să transmit acest lucru. Dar, din pricină că am o părere politică, lumea pe care o creez este marcată de multe dintre interesele mele... Încerc să spun că am inventat o lume pe care o cred interesantă, că am o mulțime de povești de spus și că un mod interesant de a tratat lucrurile este să abordarea politică. Dacă și alții văd la fel lucrurile, grozav. Dacă nu, au dinainte o carte monstruoasă – și asta tot e ceva.”

## Premii
- King Rat (1998) - primul său roman, a fost nominalizat pentru International Horror Guild și Premiul Bram Stoker
- Perdido Street Station (2000) (a câștigat Premiul Arthur C. Clarke[25] în 2001. Nominalizări: premiul Nebula, Hugo, World Fantasy, Locus și British Science Fiction în 2001)[26]
- The Scar (2002) - al treilea său roman, a câștigat în 2003 premiul British Fantasy și premiul Lotus[27] pentru cel mai bun roman fantasy. A mai fost nominalizat pentru premiile Hugo, Arthur C. Clarke, World Fantasy, Locus, Philip K. Dick și British Science Fiction[28] și a primit o citare specială în cadrul premiului Philip K. Dick
- Iron Council - al patrulea său roman a câștigat în 2005 premiul Arthur C. Clarke[29] și Premiul Locus pentru cel mai bun roman fantasy. Nominalizări: Hugo și World Fantasy.
- Povestirea Reports of Certain Events in London (introdusă în antologia McSweeney's Enchanted Chamber of Astonishing Stories) a fost nominalizată în 2005 pentru Premiul World Fantasy și a împărțit Premiul Locus pentru cea mai bună nuveletă în 2005
- Un Lun Dun, al cincilea său roman, a câștigat în 2008 Premiul Locus pentru cea mai bună carte pentru tineri adulți
- A fost Invitatul de Onoare la multe convenții de science fiction conventions, inclusiv la convenția britanică Orbital 2008 (Eastercon) din Londra, martie 2008, sau la convenția Readercon în 2006.
- The City & the City a câștigat în 2010 premiul Arthur C. Clarke, Hugo și World Fantasy. A fost nominalizat și pentru Premiul Nebula la categoria cel mai bun roman[30][31][32]

### Romane și nuvele
- King Rat (1998)
  - Regele șobolan, trad. Mircea Pricăjan, Editura Paladin, 2013
- Trilogia Noul Crobuzon (sau a lumii Bas-Lag) 
  - Perdido Street Station, Macmillan, 2000
    - Stația Pierzaniei, trad. Mihai Samoilă, Editura Tritonic, 2005

  - The Scar, Macmillan, 2002
    - Cicatricea, trad. Mihai Samoilă, Editura Tritonic, 2006

  - Iron Council, Del Rey Books, 2004
    - Consiliul de Fier, trad. Mihai Samoilă, Editura Tritonic, 2006
- The Tain (2002)
- Un Lun Dun (2007)
- The City & the City (2009)
- Kraken (2010)[33]
- Embassytown (2011)[34][35]
  - Orașul Ambasadei, trad. Liviu Radu, Editura Paladin, 2015
- Railsea (mai 2012)[36]
  - Marea de fier, trad. Iulia Anania, Editura Paladin, 2020
- The Book of Elsewhere (2024), cu Keanu Reeves[37]

### Povestiri scurte (ficțiune)
- "Highway Sixty One Revisited" (în Young Words, 1986)
- "Looking for Jake" (în Neonlit Vol. 1, editura Nicholas Royle, 1999)
- "Different Skies" (în Brit-pulp!, editare Tony White (writer), 1999)
- "An End to Hunger" (în Book of Internet Stories, editare Maxim Jakubowski, 2000)
- "Details" (în The Children of Cthulhu, editare John Pelan și Benjamin Adams, 2002)
- "Familiar" (în Conjunctions: 39, The New Wave Fabulists, editare Peter Straub, 2002)
- "Buscard's Murrain" (în The Thackery T. Lambshead Pocket Guide to Eccentric & Discredited Diseases, editare Jeff VanderMeer și Mark Roberts, 2003)
- "Reports of Certain Events in London" (în McSweeney's Enchanted Chamber of Astonishing Stories, editare Michael Chabon, 2004)
- "A Room of One's Own" (în Mike Mignola's Hellboy: Oddest Jobs, editare Christopher Golden, 2008)
- Hellblazer #250, DC Vertigo 2008
- "Jack" (în The New Weird, 2008)
- "The Rope is the World" (2010)[34]

### Antologii
- Looking for Jake (colecție, 2005)

### Non-ficțiune
Critica lucrărilor lui de ficțiune din partea altor autori
- The Borribles: An Introduction, 2001.[38]
- Things That Never Happen: An Introduction, 2002.
- Wizardry and Wild: An Introduction, 2004.
- At the Mountains of Madness: An Introduction, 2005.
- First Men in the Moon: An Introduction, 2005.[39]
- 'Dagger Key' and Other Stories: An Introduction, 2007.

Scrieri Academice
- "The Conspiracy of Architecture: Notes on a Modern Anxiety", Historical Materialism, 2: 1–32, 1998.
- "Marxism and Fantasy: Editorial Introduction", Historical Materialism, 10 (4): 39–49, 2002.
- "The Commodity-Form Theory of International Law: An Introduction", Leiden Journal of International Law, 17 (2): 271–302, 2004.
- Between Equal Rights: A Marxist Theory of International Law, 2005, ISBN 1-931859-33-7.
- "Anxiety and the Sidekick State: British International Law after Iraq", Harvard International Law Journal, 46 (2): 441–458, 2005.
- "Floating Utopias", in Davis, Mike and Daniel Bertrand Monk (eds.), Evil Paradises: Dreamworld of Neoliberalism (New York: New Press), 2007.
- "M.R. James and the Quantum Vampire - Weird; Hauntological: Versus and/or and and/or or?", Collapse, IV: 85–108, 2008.
- "Weird Fiction", in Mark Bould and Sherryl Vint et al. (eds), The Routledge Companion to Science Fiction (London: Routledge), 2009.
- "Cognition as Ideology: A Dialectic of SF Theory", in Mark Bould and China Miéville (eds), Red Planets: Marxism and Science Fiction (London: Pluto Press), 2009.
- "Multilateralism as Terror: International Law, Haiti and Imperialism", Finnish Yearbook of International Law, 18, 2009.

### Ca editor
- Red Planets: Marxism and Science Fiction (co-editor), 2009.